# Chilperik I av Burgund
Chilperik I, död omkring 480, var en Burgundisk kung.
Han var ursprungligen samregent med brodern Gundovech, efter dennes död omkring 470 ensam kung. Chilperik, under vars regeringstid burgundernas rike ansenligt utvidgades, hade mot slutet av sin regering svåra strider att utkämpa mot de övermäktiga västgoterna. Han efterträddes av sin brorson Chilperik II av Burgund.